# Riu Bafing
El Bafing és un riu d'Àfrica Occidental, de règim tropical, que neix a Guinea i finalitza en unir-se al riu Baoulé, per donar formalment naixement al riu Senegal, el llarg riu que després de discórrer en direcció nord-est i formar en el seu tram final la frontera entre Mauritània i el Senegal, acaba desembocant en l'oceà Atlàntic. El Bafing es considera, per tant, el curs alt o capçalera del riu Senegal. Té una longitud d'uns 500 km i drena una conca d'uns 33.000 km² que s'estén per Guinea i Mali.

## Geografia

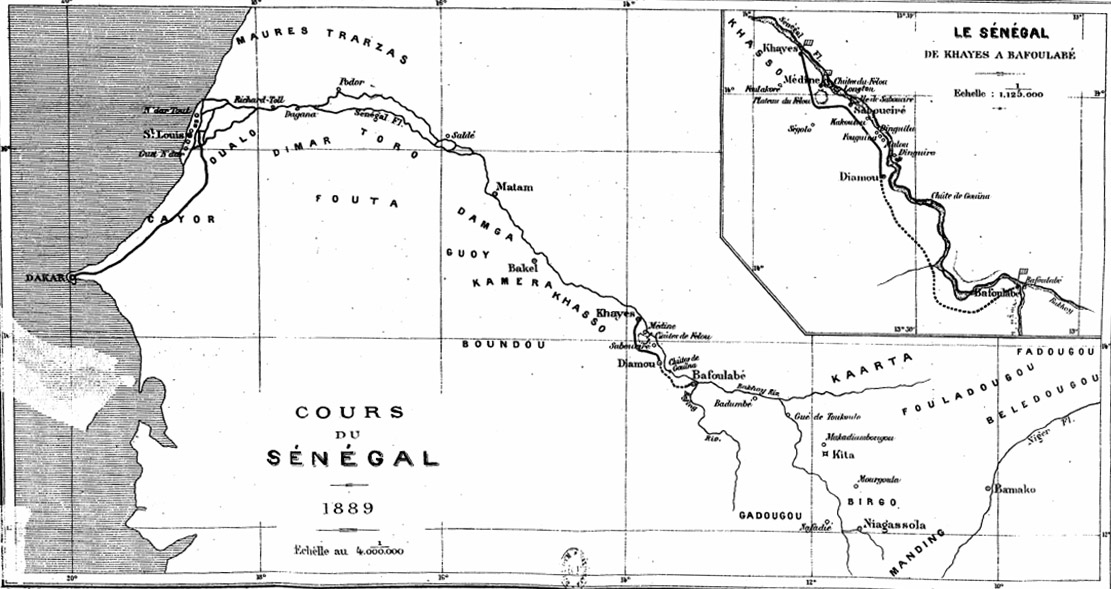
«Curs del Sénégal, 1889»

El riu Bafing neix en un dels altiplans del massís muntanyenc de Fouta-Djalon, a una altitud de 1537 m, en la prefectura guineana de Dalaba. Discorre primer en direcció sud i entra en la prefectura de Mamou, però de seguida vira i després de descriure una àmplia corba s'encamina en direcció general nord-nord-oest. Passa per la petita localitat de Banko i durant un tram fa de frontera entre les la prefectures de Mamou i Dabola, fins a arribar a la petita localitat de Boulinko. Aquí el riu segueix en direcció nord-oest, sent frontera entre les prefectures de Tougue i Dinguiraye, on s'endinsa en un curt trajecte.
Després el riu segueix sent frontera, aquesta vegada internacional, entre Guinea, al sud, i Mali, al nord, en concret amb la regió de Kayes. En aquest tram fronterer passa prop de les localitats guineanes de Sabere Bani, Toubundi, Béréta i Soumani.
Després el riu es dirigeix en direcció nord per l'occident de Mali, sempre a la regió de Kayes. De seguida entra al Parc Nacional Bafing, passant per Bafing Makana, Niogo, Bafé, Diba i Goungoudala. Abandona el parc just en la cua del gran embassament de la presa Manantali, construïda entre 1981-87 i que ha format un gran llac artificial o embassament (el llac Manatali, de 477 km² de superfície d'aigua). A la vora de l'embassament es troben les petites localitats de Bamafele (12.475 hab. el 1998), Kouroundi i Tondidi. L'embassament té una longitud aproximada d'uns 40 km i després de deixar enrere la presa —que té una longitud de 1.460 m, una altura de 68 m i una potència hidroelèctrica instal·lada de 104 MW—, el riu vira cap a l'est, un curt tram en el qual passa per Manatali, Serholo, Sobéla i Farako. Després de rebre per l'esquerra i procedent del sud al principal dels seus afluents, el riu Dassabolo, es gira una altra vegada cap al nord, passant per Koumi Faradala, Mahina (17.847 hab. en 1998) i arribant finalment a la ciutat de Bafoulabé (24.870 hab. en 2008). Després d'un recorregut d'uns 500 km, s'uneix per l'esquerra al riu Baoulé (afluent del Bakhoy), per donar formalment naixement al riu Senegal. També es coneix com el riu Negre en oposició al riu Bakoye, al que es diu el riu Blanc, i proporciona la meitat del cabal del Senegal.
El riu té una gran presa, la presa Manantali, a Mali,
Entre 1895 i 1898, l'enginyer francès Gustave Eiffel va construir un gran pont per al ferrocarril, prop de la ciutat de Mahinady.

## Règim hidrològic
El riu està ben alimentat, però és molt irregular i depèn totalment de les precipitacions del monsó. La conca compta amb un clima tropical i rep importants precipitacions, en els seus curs alt entre 1.000 i 2.000 mm/any, estant a més poc uniformement distribuïdes en tot l'any.
El cabal mitjà interanual o mòdul del riu és de 332 m³/s en la seva boca, però pot disminuir fins als 16,6 m³/s o 76 vegades menys que el cabal mitjà al setembre, que va mostrar una irregularitat estacional significativa. En el període d'observació de 40 anys, el cabal mínim mensual va ser de 0 m³/s (rius completament sec), mentre que el cabal mensual màxim va ser de no menys de 2529 m³/s. El període d'aigües altes és de juliol a novembre, i els període d'aigües baixes de març a maig.